# Martti Uosikkinen
Martti Uosikkinen (Kuopio, 20 agosto 1909 – 9 marzo 1940) è stato un ginnasta finlandese.

## Palmarès

### Olimpiadi
- Bronzo a Los Angeles 1932 nel concorso a squadre.
- Bronzo a Berlino 1936 nel concorso a squadre.